# Look See Proof
Look See Proof é uma banda de indie pop tem sua origem em Hertfordshire, Inglaterra

## Formação
A banda é formada por:
- Lee Sells- vocal e guitarra
- David Sells- baixo
- Jason Slender - guitarra
- Jonny Harry - bateria

## História
Iniciando em 2006, Look See Proof tem tocado em todo o Reino Unido, juntamente com bandas como: The Fratellis, The Rifles, The ON OFFS, Foals, The Dykeenies, Louie, Breaks Co Op, Good Shoes e outras.
A banda lançou duas músicas na gravadora Tigertrap Records (Tell Me Tell Me Tell Me/“Start Again” e “Discussions”/“Singles The New Together”).
Um momento marcante para a banda foi quando ela tocou ao vivo no programa de Steve Lamacq exibido na Radio 1 de Maida Vale. A primeira música, “Tell Me Tell Me Tell Me”, foi a “música da semana” no programa BBC6 Music de Steve Lamacq e esgotou-se na mesma semana do seu lançamento.
A terceira música, “Casualty”, que foi lançada na gravadora Weekender Records, causou também grande sucesso, teve o videoclipe dessa música dirigida pela BWasp Films e transmitido pelo MTV2. A banda continua em turnê e gravando.

## Discografia
Músicas
- 2006 "Tell Me Tell Me Tell Me"/"Start Again"
- 2007 "Discussions"/"Singles The New Together"
- 2007 "Casualty"